# Малый зобатый бегунок
Малый зобатый бегунок (лат. Thinocorus rumicivorus) — вид птиц семейства зобатые бегунки из рода Thinocorus. 
Гнездится в Аргентине, Боливии, Чили и Перу. В негнездовой период был зарегистрирован в Эквадоре, на Фолклендских островах, в Уругвае, Бразилии и даже в Антарктиде. Ареал вида оценивается примерно в 1 300 000 км².

## Этимология
Вид был описан в 1829 году Эшшольцем. Название рода происходит от греческого Thinos (θινος) — «песок» или «пустыня» и латинского Corys (от греческого κορυδος)  — «жаворонок». Видовой эпитет происходит от лат. rumex — «щавель» и vorā  — «едок».

## Систематика
Выделены три подвида малого зобатого бегунка:
- Thinocorus rumicivorus cuneicauda (Peale, 1849) — юго-запад Эквадора и побережье Перу.
- Thinocorus rumicivorus bolivianus Lowe, 1921 — юг Перу, запад Боливии, север Чили и северо-запад Аргентины.
- Thinocorus rumicivorus rumicivorus Eschscholtz, 1829 — от Патагонии до Огненной Земли.

## Описание
Малый зобатый бегунок — самый маленький представитель семейства Thinocoridae, достигает длины 16-19 см. Самцы и самки достоверно не различаются по массе тела; средняя масса 54 г.
Птицы имеют короткие хвосты и длинные заострённые крылья. Ноги и пальцы  у взрослых птиц жёлтые. Клюв конический пепельного цвета. Оперение на спине пёстрое, позволяющее слиться с окружающим открытым ландшафтом. У взрослых самцов серые шея и грудь, украшенные чёрным галстуком. У самок шея и грудь пёстрая серо-коричневая. Нижняя часть тела у обоих полов светлая, почти белая. Глаза тёмно-серого цвета.

## Образ жизни
Малые зобатые бегунки хорошо адаптированы к засушливой среде и не увеличивают испарение воды при температуре от 20 до 36°C. 

### Размножение
В токовой период самцы обычно садятся на видный куст или столб и издают брачные крики, которые звучат как серия быстрых «пу-пу-пу-пу-пу». Яйца насиживает только самка. Средний размер кладки — четыре яйца, отложенных в простой ямке гнезда , которую самка закапывает ногами, всякий раз, когда она покидает гнездо. Если имеется рыхлый сухой растительный материал, она использует его, чтобы укрыть вылупившихся птенцов до своего возвращения.
Такое поведение, по-видимому, возникло независимо у Thinocoridae. Основной целью укрытия гнезда у малого зобатого бегунка, скорее всего, является его маскировка от хищников, но, вероятно, также и терморегуляция.

### Питание
В своей естественной среде обитания малые зобатые бегунки являются строго вегетарианцами. Основу питания составляют семена, но диета также включает листья и почки. В отличие от большинства ржанкообразных, у этого вила имеются длинные кишечные придатки, способствующие усвоению растительной пищи и другие анатомические особенности. 
Пищу добывают, быстро отрывая растения и заглатывая их фрагменты целиком. Большую часть своей потребности в воде они получают из суккулентных растений, и  пьют лишь изредка.
Малый зобатый бегунок на юге своего ареала играет важную роль в опылении Calceolaria uniflora. Птицы посещают цветы этого растения, питаясь мясистыми наростами на нижних губах, и при этом переносят пыльцу.